# Hudiksvalls HC
Le Hudiksvalls HC est un club de hockey sur glace de Hudiksvall en Suède. Il évolue en Division 1, troisième échelon suédois.

## Historique
Le club a été créé en 1978.

## Palmarès
- Aucun titre.